# هاروود (ایندیانا)
هاروود (به انگلیسی: Harwood) یک منطقهٔ مسکونی در ایالات متحده آمریکا است که در ایندیانا واقع شده‌است. هاروود ۱۱۸ متر بالاتر از سطح دریا واقع شده‌است.